# Río Timiș

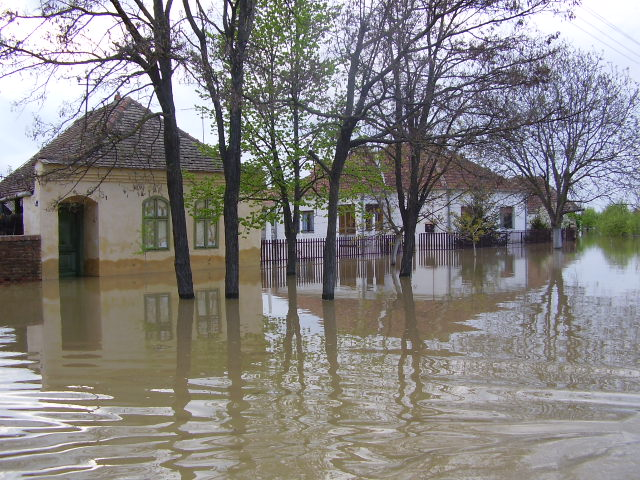
Inundación en Jaša Tomić en 2005.

El río Tamiš o Timiș (en rumano, Timiș; en serbio Тамиш o Tamiš; en alemán, Temesch; en húngaro, Temes) es un río de 359 km que surge en los montes Semenic, montes Cárpatos meridionales, Caraş-Severin, Rumanía. Fluye a través de la región del Banato y desemboca en el río Danubio cerca de Pančevo, en Serbia septentrional.

## Nombre
En la Antigüedad, el río era conocido como Tibiscus y Tibisis.

## Características
La cuenca hidrográfica abarca 13.085 km² (Rumanía 8.085 km², Serbia 5.000 km²). Con el Danubio, pertenece a la cuenca hidrográfica del mar Negro. El río recorre en Rumanía 241 km, y 118 km en Serbia.
El río comienza en la confluencia de las cabeceras Brebu, Grădiștea y Semenic en el lago Trei Ape. Después de entrar en el Banato, el río se hace más lento y con meandros. En su curso inferior, el río está regulado, y durante los últimos 53 km es navegable. El puerto más importante es el intensamente industrializado Pančevo. 

### Inundación
Tras el Banato, las inundaciones acontecen los años lluviosos. Especialmente devastadoras fueron las inundaciones de 2005, cuando los pueblos de Boka y Jaša Tomić quedaron muy dañados. El 20 de abril de 2005, se documentó un nivel de 844 centímetros, el más alto desde que comenzaron las mediciones. 
En la primavera de 2007 comenzaron las obras en la elevación de los muros de contención a ambos lados del río, 11,5 km en la orilla derecha y 13,2 km a la izquierda. Los muros de contención serán de 30 a 70 cm más altos que lo que son ahora y serán aún más altos que 8,5 metros para impedir futuras inundaciones.
En algunas partes de las zonas bajas y pantanosas crreadas por las inundaciones, se han creado algunos lagos llenos de pesca, encontrándose el más destacado en Banatski Despotovac, Uzdin, Sakule y Slatina.

## Pančevački Rit
La antigua desembocadura del río en el Danubio estaba a unos 40 km al noroeste, entre pueblos de Čenta y Surduk, así que era más corto. El canal Karaš (cirílico: Караш) permaneció marcando el antiguo lecho del río, y el territorio limitado por el antiguo y el nuevo lecho del río y el Danubio, se llama Pančevački Rit (marismas de Pančevo, cirílico: Панчевачки Рит). La amplia zona de humedal de 400 km² fue constantemente inundada, pero desde la Segunda Guerra Mundial ha sido drenado poco a poco y casi la mitad de él se ha vuelto un tramo de tierra muy fértil, adecuado especialmente por cultivar cereales y hortalizas.